# Pod smokvom
Pod smokvom, obrazovni projekt Rimokatoličke Crkve u Hrvatskoj.

## Životopisi
Fra Mate Kolak je ljeta 2017. godine na Krapnju držao biblijskih kateheze  u sklopu programa Kursilja, prigodom čega su višekratno mogli čitati i razmatrati evanđelje u kojem se spominjalo smokvino drvo, čija uloga u Bibliji ima veliko simboličko značenje. Iz toga je nastalo ime projekta. Listopada 2017. godine, na inicijativu mladih, a pod vodstvom Duha Svetoga rodio se projekt. Projekt je materijaliziran preko kanala na YouTubeu Pod smokvom, čiji je cilj svakodnevna objava videosnimaka evanđelja dana s komentarom. U projektu sudjeluju mnogi mladi laici i svećenici. Čitanje evanđelja namijenjeno je mladim katolicima - laicima, a komentar na njega daju mladi svećenici. Komentar Evanđelja daju pavlin fra Mate Kolak,  djecezanski svećenici vlč. Boris Jozić i vlč. Petar Mlakar, franjevci konventualci fra Stjepan Brčina i fra Ivan Marija Lotar, dominikanac fr. Ivan Dominik Iličić te đakon Hrvoje Zovko. Projektom se želi podijeliti svaki dan Božju riječ, da bi "zapalila" ljudsku svakodnevnicu i život, pa da na slušatelje i gledatelje djeluje kao što je spomen na smokvu preobrazio Natanaela, koji je tad prihvati Gospodinov poziv (Iv 1,48). Od 26. ožujka 2018. i na stranicama laudato.hr se može pratiti to čitanje i razmatranje Evanđelja. Emisiju se prenosi i na Laudato TV.

## Vanjske poveznice
- YouTube
- Facebook